# Barisis-aux-Bois
Barisis-aux-Bois är en kommun i departementet Aisne i regionen Hauts-de-France i norra Frankrike. Kommunen ligger  i kantonen Coucy-le-Château-Auffrique som ligger i arrondissementet Laon. År 2022 hade Barisis 746 invånare.
Kommunen bytte namn 6 december 2014 från Barisis till det nuvarande namnet.

## Befolkningsutveckling
Antalet invånare i kommunen Barisis-aux-Bois
Referens: INSEE